# Селище санаторію Міністерства оборони
Міністерства оборони (рос. Посёлок санатория Министерства Обороны) — селище сільського типу в Солнечногорському районі Московської області Російської Федерації.

## Розташування
Селище санаторію Міністерства оборони входить до складу міського поселення Солнечногорськ, воно розташовано на південь від Солнечногорська, поруч із озером Сенеж. Найближчі населені пункти — Дубиніно, Хметьєво, Редіно, Скородумки.

## Населення
Станом на 2010 рік у селищі проживало 1616 людей.